# Cenzurarea Wikipediei
Cenzurarea Wikipediei este un tip de cenzură pe internet, care vizează site-ul Wikipedia. Cenzura internetului este un termen general pentru controlul, suprimarea sau blocarea a ceea ce poate fi accesat, dezvăluit sau vizualizat online.
Cenzurarea poate fi efectuată de guverne, organizații private, administratori sau din proprie inițiativă. Cauzele cenzurii pot fi diverse. S-au întâmplat în diverse părți ale lumii, cum ar fi China, Rusia, Regatul Unit, Franța și Pakistan; în unele cazuri poate fi parțială sau totală.
Există și o formă de autocenzură simbolică, ca protest al Wikipediei însăși.

## Pe țări

### Germania
Pe 13 noiembrie 2008, versiunea în limba germană a Wikipedia a fost blocată și redirecționată temporar către de.wikipedia.org, în urma unei plângeri făcute de deputatul Lutz Heilmann⁠(d) în dezacord cu unele informații care apăreau în biografia sa într-un articol de pe versiunea în limba germană Tribunalul orașului liber Lübeck se asigurase că blocada va dura patru săptămâni, dar deputatul a retras acuzațiile trei zile mai târziu, pe 16 noiembrie De asemenea, au fost luate măsuri juridice împotriva a trei dintre editorii care au contribuit la articolul menționat.

### Arabia Saudită
Pe 11 iulie 2006, guvernul saudit a blocat accesul la Google și Wikipedia pentru conținutul lor sexual și sensibil din punct de vedere politic. Multe dintre articolele Wikipedia în limba engleză și arabă sunt cenzurate în Arabia Saudită.

### Franța

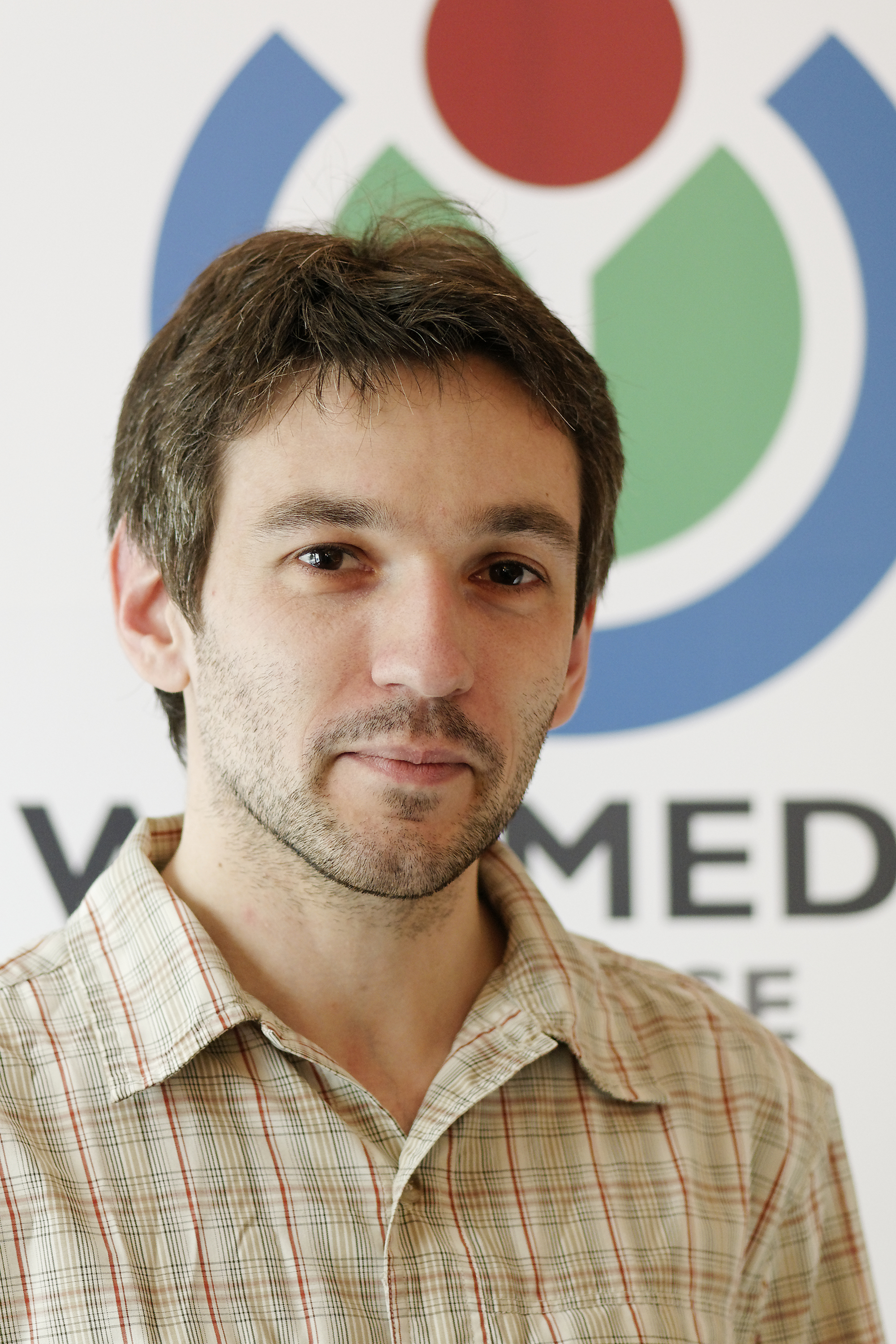
Agenția franceză de inteligentă a Ministerului de Interne i-a ordonat lui Rémi Mathis, administrator al Wikipedia în limba franceză, să elimine un articol.

În aprilie 2013, un articol Wikipedia care descrie postul de radio militar Pierre-sur-Haute a atras atenția agenției franceze de informații DCRI (Direction centrale du renseignement intérieur). Agenția a intenționat să elimine de pe Wikipedia în limba franceză articolul despre respectiva instalație. DCRI a făcut presiuni asupra lui Rémi Mathis, rezident francez și administrator al Wikipedia în franceză, să suprime articolul.  Fundația Wikimedia a întrebat DCRI care părți ale articolului au fost cauza problemei, menționând că informațiile din articol reflectă cu exactitate un documentar din 2004 realizat de Télévision Loire 7, un post local de televiziune francez, care este disponibil gratuit pe internet. DCRI a refuzat să ofere aceste detalii, reiterându-și cererea de eliminare a articolului. Potrivit unei declarații emise de Wikimedia Franța pe 6 aprilie 2013:
„DCRI a convocat la birourile sale un voluntar Wikipedia pe data de 4 aprilie 2013. Acest voluntar, care era unul dintre cei cu acces la instrumentele care permit eliminarea paginilor, s-a văzut obligat (în timp ce acesta era în birourile DCRI, fiind pus sub arest și aflat sub prezumția urmăririi penale dacă nu s-ar fi conformat) să șteargă articolul. Sub presiune, nu a avut de ales decât să șteargă articolul, în ciuda faptului că a explicat DCRI că nu așa funcționează Wikipedia. Ceilalți operatori din sistem au fost avertizați că încercarea de a recupera articolul ar atrage răspunderea conform legii. Acest voluntar nu avea nicio legătură cu acel articol, întrucât el nu îl editase niciodată și nici măcar nu a avut cunoștință de existența lui mai înainte de a intra în birourile DCRI. A fost ales și convocat pentru era ușor de identificat, având în vedere acțiunile sale regulate de promovare a proiectelor Wikipedia și Wikimedia în Franța.”—- Wikimedia Francia
Ulterior, articolul a fost restaurat de un contribuitor Wikipedia rezident în Elveția.  Ca urmare a controversei, articolul a fost cea mai citită pagină de pe Wikipedia franceză, cu peste 120.000 de vizualizări în weekendul 6–7 aprilie 2013. În plus, articolul a fost tradus în mai multe limbi, după ce a câștigat notorietate în urma incidentului. Unele mijloace de comunicare l-au indicat ca un exemplu viu al efectului Streisand.  
Într-un raport din noiembrie 2013 publicat de Centrul pentru Studii de Comunicare Globală al Universității din Pennsylvania, cercetătorii Collin Anderson și Nima Nazeri au scanat 800.000 de articole Wikipedia în limba persană și au descoperit că guvernul iranian blochează 963 dintre aceste pagini. Conform autorilor, „cenzorii au atacat în mod repetat paginile Wikipedia referitoare la rivalii guvernamentali, la convingerile religioase minoritare și/sau la criticile la adresa statului, funcționarilor și/sau poliției. Aproape jumătate din paginile Wiki blocate sunt biografii, inclusiv pagini despre persoane pe care autoritățile le-ar fi declarat drept reținute sau asasinate” Anderson a spus că Wikipedia în limba persană, ca un microcosmos al internetului iranian, este „un loc util pentru a descoperi tipurile de conținut online interzis și un șablon excelent pentru identificarea problemelor de blocare a cuvintelor cheie și a regulilor de filtrare care se aplică pe Internet” În mai 2014, potrivit blogului de știri Mashable⁠(d), guvernul iranian a blocat cel puțin două pagini pe Wikipedia în limba persană.
În 2015, software-ul Wikipedia a migrat la protocolul HTTPS, lăsând guvernului iranian nicio altă opțiune decât pe aceea de a-l bloca complet sau deloc. Iranul a ales-o pe cea din urmă. Wikimedia Commons a fost blocată pe perioada primei jumătăți a anului 2016.

### Myanmar
La 21 februarie 2021, în urma loviturii de Stat, militare, Myanmar a blocat Wikipedia în toate limbile, ca parte a cenzurii juntei.

### Pakistan
Timp de șapte ore, pe 31 martie 2006, întregul domeniu Wikipedia.org a fost blocat în Pakistan, deoarece un articol conținea informații legate de controversate caricaturi la adresa lui Mahomed.  
Versiunea în limba engleză a Wikipedia a fost blocată în Pakistan pentru câteva zile în mai 2010, în timpul controversei pe tema Ziua în care toată lumea îl desenează pe Mohammed. 

### Regatul Unit
Format:ExtractoSecțiunea „Blocarea Internet Watch Foundation” nu se găsește.

### Republica Populară Chineză
Această secțiune este un extras din Blocarea Wikipedia în Republica Populară Chineză.Format:ExtractoBlocajul Wikipedia din Republica Populară Chineză constă dintr-o serie de blocări ale accesului impuse de Republica Populară Chineză și de furnizorii locali de servicii de internet (ISP, după sigla in limba engleză) împotriva Wikipedia și a altor site-uri web ale Fundației Wikimedia. Republica Populară Chineză și respectivii furnizori de servicii de internet au adoptat o practică de cenzură a site-urilor web cu conținut controversat pentru guvernul chinez. Teritoriile Hong Kong și Macao nu sunt afectate de acest tip de cenzură.
Versiunea în limba chineză a Wikipedia a fost blocată de Ministerul Securității Publice (responsabil pentru așa-numitul Great Firewall), începând din 2015. Din aprilie 2019, toate versiunile Wikipedia sunt blocate în China continentală.

### Rusia
La 5 aprilie 2013, Serviciul Federal de Supraveghere a Comunicațiilor, Tehnologiei Informației și Mediilor de Comunicare (cunoscut și sub numele de Roskomnadzor) a confirmat că Wikipedia a fost inclusă pe lista neagră. În aceeași zi, Roskomnadzor a ordonat secțiunii în limba rusă a Wikipedia să elimine articolul „Fumând cannabis”, în caz contrar Wikipedia în limba rusă urmând a fi blocată în totalitate în Rusia. Cenzura internetului a devenit un lucru și mai comun după ce a fost adoptată o nouă lege în preajma lunii noiembrie 2013, care permite guvernului să blocheze conținutul considerat ilegal sau pe cel dăunător pentru copii.  
Pe 18 august 2015, Roskomnadzor a ordonat administratorilor secțiunii în limba rusă a Wikipedia să elimine un articol despre Charas⁠(d) (Чарас), un tip de canabis, până la 21 august 2015, altfel vor bloca Wikipedia (pe care au executat-o în mod limitat pe 25 august). Un tribunal provincial rus a stabilit că articolul conținea o descriere detaliată a fabricării unui narcotic, considerând că aceasta este o informație interzisă. Roskomnadzor a explicat că „întrucât Wikipedia a decis să opereze pe baza https, care nu permite restricționarea paginilor individuale de pe site-ul său, va fi blocat întregul site” dacă nu se conformează.  Ca răspuns la blocarea iminentă, directorul Wikimedia RU, Vladimir Medeyko, a susținut că articolul a fost deja rescris în timp util și în mod adecvat pentru a elimina punctele controversate și a satisface comanda, folosindu-se articole științifice și documente ONU.
La 31 martie 2022, Roskomnadzor a amenințat că va da în judecată Wikipedia pentru o sumă de mai mult de 4 milioane de ruble pentru a elimina informații care contrazic narativa oficială a Moscovei referitor la invazia Ucrainei de către Rusia.

### Siria
Accesul la Wikipedia în limba arabă a fost blocat în Siria între 30 aprilie 2008 și 13 februarie 2009, deși edițiile în alte limbi au rămas accesibile.

### Tunisia
Site-ul Wikipedia a fost inaccesibil în Tunisia în perioada 23 și 27 noiembrie 2006.

### Turcia
Format:ExtractoAceastă secțiune este un extras din articolul Blocarea Wikipediei în Turcia.
Blocarea Wikipedia în Turcia se referă la decizia autorităților turce, din 29 aprilie 2017, de a bloca accesul în această țară la versiunile Wikipedia în toate limbile. Restricțiile fac parte din epurarea politică care a urmat tentativei de lovitură de Stat din 2016, un recent referendum constituțional și o cenzură parțială împotriva Wikipedia în anii anteriori. Blocada a fost ridicată în ianuarie 2020.
Rapoartele inițiale au fost publicate de grupul digital independent Turkey Blocks în dimineața zilei de 29 aprilie, In care se avertiza cu privire la restricția accesului la toate versiunile enciclopediei din Turcia. Mai multe instituții de presă au reflectat acest eveniment.  Reuters și BBC au raportat că autoritățile turce au blocat accesul la Wikipedia în Turcia în jurul orei 5:00 UTC. Autoritatea de Informație si a Tehnologiilor de Comunicație din Turcia nu a dat un motiv oficial, informând doar că „după o analiză tehnică și după considerația juridică în baza Legii nr. 5651 (in relație cu internetul), a fost luată o măsură administrativă către acest site”.  Asta in timp ce Vocea Americii a informat că presa turcă a semnalat că blocarea a fost produsul „conținutului relaționat cu terorismul”.
Potrivit cotidianului turc Hürriyet, guvernul turc a cerut Wikipedia să elimine conținutul ofensator, adăugând că blocarea ar putea fi ridicată dacă Wikipedia va fi de acord cu cerințele oficialităților turce.  Posterior, în cursul zilei, „măsura administrativă” a fost înlocuită cu un ordin judecătoresc. al Tribunalului nr 1 Penal de Pace din Ankara, blocând Wikipedia ca „măsură de protecție”..
Pe 29 aprilie 2017 la ora locală 08:00, a intrat în vigoare un blocaj asupra tuturor edițiilor Wikipedia, dispus de un judecător din Ankara la solicitarea Autorității Tehnologiilor Comunicației și a Informației (BTK, pentru acronimul său în limba turcă), organismul național de reglementare.

### Venezuela
Format:ExtractoAceastă secțiune este un extras din Blocarea Wikipedia în Venezuela.
Blocarea Wikipedia în Venezuela, în cursul lunii ianuarie 2019, a constat în cenzura Wikipediei în general de către compania de stat CANTV, principalul distribuitor de telecomunicații, și al sistemului de nume de domenii. Se spune că aceasta blocare s-a întins de la 12 ianuarie până  la aproximativ 18 ianuarie, repetându-se cu o blocare parțială pe 23 ianuarie și afectată în timpul întreruperilor de internet regionale, cum ar fi 26-27 ianuarie. În acord cu cantitatea de utilizatori CANTV, decizia de blocare a afectat aproximativ 1,5 milioane de persoane din Venezuela .
În după-amiaza zilei de 12 ianuarie 2019, observatorul de internet NetBlocks⁠(d) a colectat evidențe tehnice ale blocării tuturor edițiilor Wikipedia în Venezuela . Restricțiile au fost implementate de CANTV, cel mai mare furnizor de telecomunicații din țară. NetBlocks a identificat o întrerupere majoră a rețelei afectând infrastructura de telecomunicații, care a coincis cu alte restricții care afectează capacitatea venezuelenilor de fi accesat informații în acele ultime 24 de ore. Se crede că cauza a fost o încercare de a suprima articolul Wikipedia al noului investit ca președinte al Adunării Naționale a Venezuelei, Juan Guaidó, articol care il includea drept „al 51-lea Președinte al Republicii Bolivariene Venezuela”. Informațiile colectate arată și câteva site-uri web care fuseseră recent restricționate, ceea ce înseamnă că instabilitatea politică din țară ar putea fi principala cauză a unui regim de creștere a controlului Internetului.

## Blocare autoimpusă
Această secțiune este un extras din Protestul contra SOPA și PIPA.
Întreruperea Wikipediei în limba engleză a fost o măsură de protest pentru respingerea proiectelor nord-americane ale legilor SOPA și PIPA⁠(d)  efectuată la 18 ianuarie 2012.  A constat într-o blocare autoimpusă care împiedica accesul la conținutul site-ului și, în schimb, arăta un ecran negru. pe care scria „Internetul trebuie să rămână liber”, exemplificând ceea ce se poate întâmpla prin cenzurarea Internetului.  În ciuda faptului că s-a numit „întrerupere”, serverele Wikipedia nu si-au întrerupt funcționarea. iar conținutul a continuat să fie disponibil dacă se folosea vreun mecanism pentru a ocoli auto-blocajul.
Măsura a început la 05:00 UTC și s-a încheiat la aceeași oră joi, 19 ianuarie 2012.  A fost prima „întrerupere” înregistrată de Wikipedia după aproape unsprezece ani neîntrerupți de serviciu pe web.
Întreruperea Wikipedia a făcut parte dintr-o serie de proteste protagonizate de diverse site-uri web cu diferite grade de aderare. Alte site-uri care au decis să-și anuleze serviciile pentru o zi au fost, de exemplu, WordPress și Cuevana, în timp ce altele precum Google și Fundația Mozilla au ales să includă pe paginile lor avize de protest cu link-uri de unde se puteau obține mai multe informații și contacte ale reprezentanților legislativi. Google, spre exemplu, a pus pe pagina sa din Statele Unite un doodle acoperit cu o placă întunecată și o legendă pe care scria: „Vă rugăm, nu cenzurați web-ul”.
Panouri de avertizare „Nu legii SOPA” pe primele pagini ale Wikipedia în japoneză și olandeză.
Alte Wikipedia, cum ar fi Wikipedia în germană și Wikipedia în italiană, au pus pe primele pagini diverse afișe prin care isi arata respingerea fata de aceasta lege, la fel ca si ediția spaniolă și ca ediția japoneză. Format:Extracto